# Трояновський Олег Олександрович
Оле́г Олекса́ндрович Трояно́вський (рос. Олег Александрович Трояновский) (24 листопада 1919, Москва — 21 грудня 2003, Москва) — радянський дипломат. Постійний представник СРСР при ООН (1976—1986). Член Центральної Ревізійної комісії КПРС у 1981—1986 роках. Кандидат у члени ЦК КПРС у 1986—1990 роках.

## Життєпис

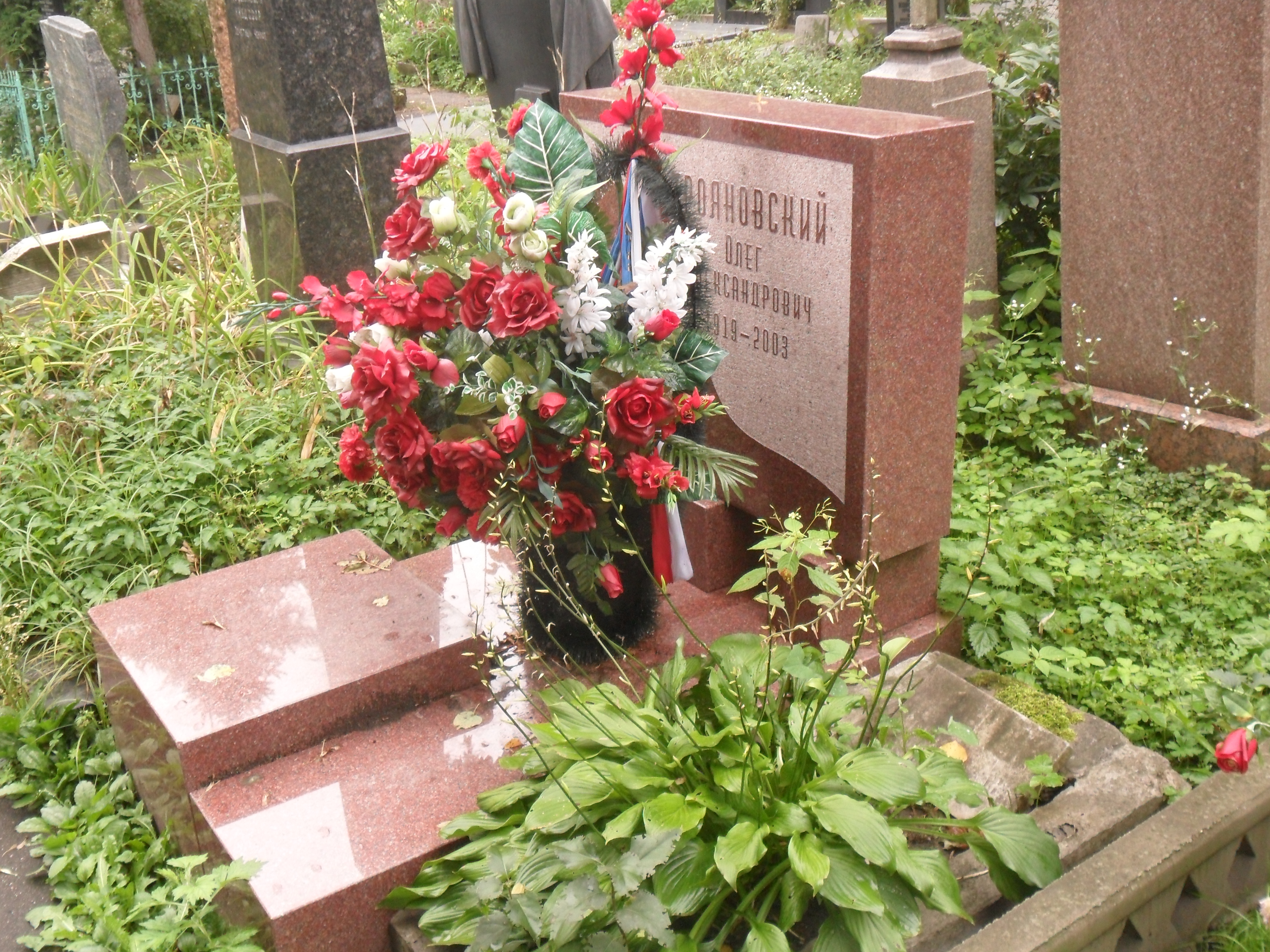
Могила Трояновського на Новодівочому кладовищі.

Народився в родині дипломата. Закінчив квакерську приватну школу Сідвелл-Френдс (англ. Sidwell Friends, Вашингтон, США) і коледж в США. Навчався на літературному факультеті МІФЛІ.
З 1941 року призваний на дійсну військову службу і направлений в Військовий інститут іноземних мов.
З 1942 по 1944 рік — редактор-перекладач в Радінформбюро.
З жовтня 1944 року працював у створеному за домовленістю між СРСР, США і Великою Британією спільному комітеті з ведення психологічної війни проти Німеччини, яке розташовувалося у Лондоні.
З 1944 року на дипломатичній службі — зарахований аташе Посольства СРСР у Великій Британії.
У 1946 році — перекладач на Паризькій мирній конференції з розробки мирних договорів з країнами-союзниками гітлерівської Німеччини. Член ВКП(б) з 1947 року.
З 1947 року — співробітник секретаріату Міністра закордонних справ СРСР В'ячеслава Молотова.
З 1951 року працював в редколегії журналу англійською мовою «News/Новини».
З квітня 1953 року — помічник Міністра закордонних справ СРСР.
У 1956 році закінчив заочно 1-й Московський державний педагогічний інститут іноземних мов. Навчався на філологічному факультеті Московського державного університету імені Ломоносова, закінчив 4 курси.
У 1958—1967 роках — помічник (із зовнішньополітичних питань) Голови Ради Міністрів СРСР Булганіна, Микити Сергійовича Хрущова і Олексія Миколайовича Косигіна. Один з авторів книги «Віч-на-віч з Америкою» (1959), удостоєний Ленінської премії.
У 1967 році повернувся на роботу в МЗС СРСР.
З 3 квітня 1967 по 17 квітня 1976 рр. — Надзвичайний і Повноважний Посол СРСР в Японії.
З листопада 1976 по березень 1986 рр. — постійний представник СРСР при ООН. Перед від'їздом в Нью-Йорк його напучував Громико, який наполегливо рекомендував не захоплюватися полемікою з представниками інших країн: Радянський Союз, говорив він, велика держава, його слово має бути вагомим, і не варто розмінюватися на взаємні сперечання.
11 березня 1986 по 7 серпня 1990 рр. — Надзвичайний і Повноважний Посол СРСР в КНР. Багато в чому завдяки його зусиллям після десятиліть ідеологічного протистояння потеплішали відносини двох країн.
З 1990 року у відставці.
З 1996 року — президент Асоціації сприяння ООН.

## Нагороди та відзнаки
- Два ордена Леніна (1976, 1982)
- Орден Жовтневої Революції (1979)
- Три ордена Трудового Червоного Прапора (1951, 1966, 1989)
- Орден «Знак Пошани» (1969)
- Лауреат Ленінської премії (1960) — за участь у створенні книги «Віч-на-віч з Америкою» (про поїздку Микити Хрущова в США).[6].
- Заслужений працівник дипломатичної служби Російської Федерації (1999)[7]
- Почесний доктор Дипломатичної академії МЗС Росії (1999), церемонія вручення диплома відбулася на урочистому засіданні, присвяченому 65-річчю академії[8].